# آرمن آوتیسیان
آرمن نیکولایی آوتیسیان (ارمنی: Արմեն Նիկոլայի Ավետիսյան؛ زادهٔ ۲۲ سپتامبر ۱۹۷۱) یک سیاستمدار  اهل ارمنستان است که از تاریخ ۲۰۱۲ تا تاریخ سمت نمایندگی دوره پنجم مجلس ملی جمهوری ارمنستان را برعهده داشت.

## زندگی‌نامه
در ۲۲ سپتامبر ۱۹۷۱ در مدوفکا به دنیا آمد و از دانشگاه دولتی کشاورزی اودسا فارغ‌التحصیل شد. 